# Scream (Franchise)
Bei der Scream-Filmreihe handelt es sich um zusammenhängende Filme, die vom Drehbuchautor Kevin Williamson entwickelt wurden. Erstmals wurde ein Film der Reihe 1996 veröffentlicht, in dem Neve Campbell, Courteney Cox und David Arquette die Hauptrollen verkörperten. Es folgten drei Fortsetzungen in den Jahren 1997, 2000 und 2011. Bei allen Filmen führte Wes Craven Regie. Die Filmreihe galt mit dem vierten Teil als beendet, jedoch wurde das Franchise in Form einer gleichnamigen Fernsehserie fortgesetzt, die jedoch inhaltlich nichts mit den Filmen zu tun hatte, sondern lediglich deren Motive aufgriff. Im März 2020 wurde bekannt gegeben, dass ein fünfter Teil in Planung sei und Matt Bettinelli-Olpin und Tyler Gillett die Regie übernehmen und damit Wes Cravens Arbeit fortführen, der 2015 verstarb. Kevin Williamson fungierte wieder als ausführender Produzent. Die Dreharbeiten begannen im September und endeten im November 2020. Kevin Williamson veröffentlichte auf Twitter den offiziellen Titel des fünften Teils, welcher erstmals seit Scream (1996), keine Zahl im Titel trug, sondern einfach nur Scream lautete; der Film wurde im Januar 2022 veröffentlicht. Der Kinostart für sechsten Teil war im März 2023 und wurde erneut durch Bettinelli-Olpin und Gillett inszeniert.
Die Filmreihe spielte weltweit über 900 Mio. US-Dollar ein.

## Filme
| Film             | Veröffentlichung (Deutschland) | Regie                                 | Drehbuch                          | Produzenten                                                      |
| ---------------- | ------------------------------ | ------------------------------------- | --------------------------------- | ---------------------------------------------------------------- |
| Scream – Schrei! | 30. Oktober 1997               | Wes Craven                            | Kevin Williamson                  | Cathy Konrad & Cary Woods                                        |
| Scream 2         | 23. April 1998                 | Wes Craven                            | Kevin Williamson                  | Cathy Konrad, Wes Craven, & Marianne Maddalena                   |
| Scream 3         | 22. Juni 2000                  | Wes Craven                            | Ehren Kruger                      | Cathy Konrad, Kevin Williamson, & Marianne Maddalena             |
| Scream 4         | 5. Mai 2011                    | Wes Craven                            | Kevin Williamson und Ehren Kruger | Iya Labunka, Kevin Williamson, & Wes Craven                      |
| Scream           | 13. Januar 2022                | Matt Bettinelli-Olpin & Tyler Gillett | James Vanderbilt & Guy Busick     | James Vanderbilt, Paul Neinstein, Chad Villella & William Sherak |
| Scream VI        | 9. März 2023                   | Matt Bettinelli-Olpin & Tyler Gillett | James Vanderbilt & Guy Busick     | James Vanderbilt, Paul Neinstein, & William Sherak               |
| Scream 7         | 27. Februar 2026               | Kevin Williamson                      | James Vanderbilt & Guy Busick     | James Vanderbilt, Paul Neinstein, & William Sherak               |

## Entstehung
Der damals noch unbekannte Kevin Williamson verfasste nach dem Sehen eines Fernsehberichts über den Gainesville Ripper binnen drei Tagen ein Drehbuch mit dem Titel Scary Movie. Aufgrund von Geldnöten hoffe er, das Buch schnell verkaufen zu können und fand tatsächlich mehrere Bieter, die den Preis enorm in die Höhe trieben. Am Ende blieben auf der einen Seite Bob Weinstein, der durch die Produzenten Cathy Konrad & Cary Woods auf das Buch aufmerksam gemacht worden war, und Dan Halsted & Oliver Stone auf der anderen Seite als Bieter übrig. Williamson nahm ein Gebot von Weinstein an und erhielt schließlich etwa 400.000 US-Dollar. Grund für diese Entscheidung war, dass Williamson annahm, Weinstein würde das Buch auch tatsächlich mögen und zeitnah verfilmen lassen.
Nachdem Weinstein das Drehbuch erworben hatte, begann umgehend die Vorproduktion des Stoffes. Als Regisseur wünschten sich die Verantwortlichen bei Dimension Films früh Wes Craven, doch dieser zeigte sich zunächst wenig interessiert. Auch George A. Romero und Sam Raimi lehnten eine Zusammenarbeit ab.
Als man für die Hauptrolle Drew Barrymore gewinnen konnte, trat Weinstein erneut an Wes Craven heran und versuchte ihn von dem Projekt zu überzeugen. Craven zeigte sich zwar beeindruckt von Barrymores Besetzung, war aber immer noch nicht dazu bereit, die Regie zu übernehmen. Craven sah sich in der Vergangenheit zu sehr auf die Regie von Horrorfilmen festgelegt und wollte eigentlich andere Projekte in Angriff nehmen. Dann traf er einen etwa 12-jährigen Fan, der ihn fragte, wann er denn mal wieder einen richtigen Film mache. Da wurde Craven klar, dass er wieder einen echten Horrorfilm drehen wollte, und er fragte Weinstein, ob der Job noch zu vergeben wäre, woraufhin man ihn unter Vertrag nahm.
Als Barrymore kurz vor den Dreharbeiten die Hauptrolle der Sidney abgab, wollte Craven zunächst das Projekt wieder verlassen. Doch Barrymore konnte ihn von der Idee überzeugen, dass sie die Rolle der Casey Becker übernehmen würde und das dem Film gut täte. Die Hauptrolle wurde so von Neve Campbell übernommen, die sie auch in den ersten vier Fortsetzungen erneut spielte.

## Besetzung und Synchronisation
| Figur                       | Film                      | Film                      | Film                      | Film                      | Film                      | Film                      | Synchronsprecher                               |
| Figur                       | Scream – Schrei! (1996)   | Scream 2 (1997)           | Scream 3 (2000)           | Scream 4 (2011)           | Scream (2022)             | Scream VI (2023)          | Synchronsprecher                               |
| --------------------------- | ------------------------- | ------------------------- | ------------------------- | ------------------------- | ------------------------- | ------------------------- | ---------------------------------------------- |
| Ghostface                   | Roger L. Jackson (Stimme) | Roger L. Jackson (Stimme) | Roger L. Jackson (Stimme) | Roger L. Jackson (Stimme) | Roger L. Jackson (Stimme) | Roger L. Jackson (Stimme) | Kai Taschner                                   |
| Gale Weathers               | Courteney Cox             | Courteney Cox             | Courteney Cox             | Courteney Cox             | Courteney Cox             | Courteney Cox             | Madeleine Stolze                               |
| Dwight „Dewey“ Riley        | David Arquette A          | David Arquette A          | David Arquette A          | David Arquette A          | David Arquette A          | David Arquette A          | Frank Röth                                     |
| Sidney Prescott             | Neve Campbell             | Neve Campbell             | Neve Campbell             | Neve Campbell             | Neve Campbell             |                           | Veronika Neugebauer Stefanie von Lerchenfeld B |
| Cotton Weary                | Liev Schreiber            | Liev Schreiber            | Liev Schreiber            |                           |                           |                           | Marco Kröger                                   |
| Randy Meeks                 | Jamie Kennedy C           | Jamie Kennedy C           | Jamie Kennedy C           |                           |                           |                           | Alexander Brem                                 |
| Maureen Prescott            | Lynn McRee D              | Lynn McRee D              | Lynn McRee D              |                           |                           |                           | Susanne Wirtz                                  |
| Neil Prescott               | Lawrence Hencht           |                           | Lawrence Hencht           |                           |                           |                           | Walter von Hauff                               |
| Hank Loomis                 | C.W. Morgan               |                           | C.W. Morgan               |                           |                           |                           | Matthias Klie                                  |
| Billy Loomis                | Skeet Ulrich              |                           |                           |                           | Skeet Ulrich              | Skeet Ulrich              | Florian Halm                                   |
| Casey Becker                | Drew Barrymore            |                           |                           |                           |                           |                           | Claudia Lössl                                  |
| Kenny                       | W. Earl Brown             |                           |                           |                           |                           |                           | Jan Odle                                       |
| Principal Himbry            | Henry Winkler             |                           |                           |                           |                           |                           | Ulrich Frank                                   |
| Stuart „Stu“ Macher         | Matthew Lillard           |                           |                           |                           |                           |                           | Philipp Brammer                                |
| Tatum Riley                 | Rose McGowan              |                           |                           |                           |                           |                           | Solveig Duda                                   |
| Reporterin                  |                           | Nancy O’Dell              | Nancy O’Dell              | Nancy O’Dell              |                           |                           | Ute Bronder E Michele Sterr F                  |
| Casey „Cici“ Cooper         |                           | Sarah Michelle Gellar     |                           |                           |                           |                           | Anke Kortemeier                                |
| Derek                       |                           | Jerry O’Connell           |                           |                           |                           |                           | Philipp Moog                                   |
| Hallie                      |                           | Elise Neal                |                           |                           |                           |                           | Solveig Duda                                   |
| Maureen Evans               |                           | Jada Pinkett Smith        |                           |                           |                           |                           | Michèle Tichawsky                              |
| Mickey                      |                           | Timothy Olyphant          |                           |                           |                           |                           | Hubertus von Lerchenfeld                       |
| Mrs. Loomis / Debbie Salt   |                           | Laurie Metcalf            |                           |                           |                           |                           | Katharina Lopinski                             |
| Phil Stevens                |                           | Omar Epps                 |                           |                           |                           |                           | Claus Brockmeyer                               |
| Martha Meeks                |                           |                           | Heather Matarazzo         |                           | Heather Matarazzo         |                           | Shandra Schadt                                 |
| Angelina Tyler              |                           |                           | Emily Mortimer            |                           |                           |                           | Julia Haacke                                   |
| Jennifer Jolie              |                           |                           | Parker Posey              |                           |                           |                           | Carin C. Tietze                                |
| John Milton                 |                           |                           | Lance Henriksen           |                           |                           |                           | Joachim Höppner                                |
| Mark Kincaid                |                           |                           | Patrick Dempsey           |                           |                           |                           | Crock Krumbiegel                               |
| Roman Bridger               |                           |                           | Scott Foley               |                           |                           |                           | Christian Weygand                              |
| Sarah Darling               |                           |                           | Jenny McCarthy            |                           |                           |                           | Irina Wanka                                    |
| Steven Stone                |                           |                           | Patrick Warburton         |                           |                           |                           | Dirk Galuba                                    |
| Tom Prinze                  |                           |                           | Matt Keeslar              |                           |                           |                           | Dominik Auer                                   |
| Kirby Reed                  |                           |                           |                           | Hayden Panettiere G       | Hayden Panettiere G       | Hayden Panettiere G       | Tanya Kahana                                   |
| Judy Hicks                  |                           |                           |                           | Marley Shelton            | Marley Shelton            |                           | Stephanie Kellner                              |
| Anthony Perkins             |                           |                           |                           | Anthony Anderson          |                           |                           | Tobias Müller                                  |
| Charles „Charlie“ Walker    |                           |                           |                           | Rory Culkin               |                           |                           | Fabian Hollwitz                                |
| Jenny Randall               |                           |                           |                           | Aimee Teegarden           |                           |                           | Farina Brock                                   |
| Jill Roberts                |                           |                           |                           | Emma Roberts              |                           |                           | Lina Rabea Mohr                                |
| Kate Roberts                |                           |                           |                           | Mary McDonnell            |                           |                           | Andrea Solter                                  |
| Marnie Cooper               |                           |                           |                           | Britt Robertson           |                           |                           | Jill Böttcher                                  |
| Olivia Morris               |                           |                           |                           | Marielle Jaffe            |                           |                           | Damineh Hojat                                  |
| Rebecca Walters             |                           |                           |                           | Alison Brie               |                           |                           | Caroline Combrinck                             |
| Robbie Mercer               |                           |                           |                           | Erik Knudsen              |                           |                           | Tobias Nath                                    |
| Ross Hoss                   |                           |                           |                           | Adam Brody                |                           |                           | Benedikt Gutjan                                |
| Trevor Sheldon              |                           |                           |                           | Nico Tortorella           |                           |                           | Nick Forsberg                                  |
| Chad Meeks-Martin           |                           |                           |                           |                           | Mason Gooding             | Mason Gooding             | Amadeus Strobl                                 |
| Mindy Meeks-Martin          |                           |                           |                           |                           | Jasmin Savoy Brown        | Jasmin Savoy Brown        | Giovanna Winterfeldt                           |
| Samantha "Sam" Carpenter    |                           |                           |                           |                           | Melissa Barrera           | Melissa Barrera           | Patrizia Carlucci                              |
| Tara Carpenter              |                           |                           |                           |                           | Jenna Ortega              | Jenna Ortega              | Magdalena Montasser                            |
| Richard "Richie" Kirsch     |                           |                           |                           |                           | Jack Quaid A              | Jack Quaid A              | Hannes Maurer                                  |
| Amber Freeman               |                           |                           |                           |                           | Mikey Madison             |                           | Derya Flechtner                                |
| Deputy Farney               |                           |                           |                           |                           | Reggie Conquest           |                           | Florian Clyde                                  |
| Deputy Vinson               |                           |                           |                           |                           | Chester Tam               |                           | Konrad Bösherz                                 |
| Liv McKenzie                |                           |                           |                           |                           | Sonia Ben Ammar           |                           | Marie Hinze                                    |
| Vince Schneider             |                           |                           |                           |                           | Kyle Gallner              |                           | Nico Sablik                                    |
| Wes Hicks                   |                           |                           |                           |                           | Dylan Minnette            |                           | Christian Zeiger                               |
| Anika Kayoko                |                           |                           |                           |                           |                           | Devyn Nekoda              | Josephine Martz                                |
| Danny Brackett              |                           |                           |                           |                           |                           | Josh Segarra              | Valentin Stilu                                 |
| Detective Wayne Bailey      |                           |                           |                           |                           |                           | Dermot Mulroney           | Charles Rettinghaus                            |
| Dr. Christopher Stone       |                           |                           |                           |                           |                           | Henry Czerny              | Till Hagen                                     |
| Ethan Landry / Ethan Bailey |                           |                           |                           |                           |                           | Jack Champion             | Tom Ferenc                                     |
| Frankie                     |                           |                           |                           |                           |                           | Andre Anthony             | Tim Knauer                                     |
| Jason Carvey                |                           |                           |                           |                           |                           | Tony Revolori             | Sebastian Fitzner                              |
| Laura Crane                 |                           |                           |                           |                           |                           | Samara Weaving            | Giuliana Jakobeit                              |
| Quinn Bailey                |                           |                           |                           |                           |                           | Liana Liberato            | Özge Kayalar                                   |

## Einspielergebnisse
Mit einem Gesamteinspielergebnis von ca. 896 Millionen US-Dollar befindet sich die Filmreihe auf Platz 6 im Genre Horror.
| Film                                                                | Erscheinungstag (USA) | Budget (geschätzt) | Einspielergebnisse in US-Dollar | Einspielergebnisse in US-Dollar | Einspielergebnisse in US-Dollar | Box Office Ranking | Box Office Ranking | Box Office Ranking |
| Film                                                                | Erscheinungstag (USA) | Budget (geschätzt) | USA                             | Andere Länder                   | Weltweit                        | Erscheinungsjahr   | USA (gesamt)       | Weltweit (gesamt)  |
| ------------------------------------------------------------------- | --------------------- | ------------------ | ------------------------------- | ------------------------------- | ------------------------------- | ------------------ | ------------------ | ------------------ |
| Scream                                                              | 20. Dezember 1996     | 15 Millionen       | 103.046.663                     | 70.000.000                      | 173.046.663                     | #15                | #436               | #518               |
| Scream 2                                                            | 12. Dezember 1997     | 24 Millionen       | 101.363.301                     | 71.000.000                      | 172.363.301                     | #21                | #453               | #520               |
| Scream 3                                                            | 4. Februar 2000       | 40 Millionen       | 89.143.175                      | 72.691.101                      | 161.834.276                     | #27                | #548               | #616               |
| Scream 4                                                            | 15. April 2011        | 40 Millionen       | 38.180.928                      | 63.133.266                      | 101.314.194                     | #61                | #1621              | #1022              |
| Scream                                                              | 14. Januar 2022       | 24 Millionen       | 81.641.405                      | 58.400.000                      | 140.041.405                     | #35                | #1006              | #1303              |
| Scream VI                                                           | 10. März 2023         | 35 Millionen       | 98.802.711                      | 49.468.961                      | 148.271.672                     | #04                | #806               | #1194              |
| Gesamt:                                                             | Gesamt:               | 178 Millionen      | $467.678.183                    | $384.693.328                    | $896.871.511                    |                    |                    |                    |
| Note: Box Office Rankings stammen aus November 2012 und April 2023. |                       |                    |                                 |                                 |                                 |                    |                    |                    |

## Fernsehserie
Im Juni 2012 wurde berichtet, dass MTV an einer Serienadaption der Horrorfilm-Reihe Scream arbeitet. Im April 2013 berichtete der Hollywood Reporter, dass MTV eine Pilotfolge in Auftrag gegeben hat. Im August 2014 wurde neben der Besetzung auch der Regisseur der Pilotfolge bekannt gegeben, Jamie Travis. Im Oktober 2014 gab der Sender eine erste Staffel in Auftrag. Kurze Zeit später wurde verlautet, dass auf die berühmte Ghostface-Maske verzichtet wird und man stattdessen eine neue Maske einführen werde. Die erste Staffel wurde in Baton Rouge, Louisiana, gedreht. Am 12. April 2015 wurde während der MTV Movie Awards 2015 ein erster Trailer veröffentlicht. Ein erstes Set-Foto von der neuen Maske wurde Anfang Juni 2015 veröffentlicht.
Ende Juli 2015 verlängerte MTV die Serie um eine zweite Staffel. Michael Gans und Richard Register wurden neue Showrunner und ersetzten damit Jaime Paglia und Jill Blotevogel. Die Dreharbeiten begannen Mitte Februar 2016.